# Marcha de la sal

Gandhi en la marcha de la sal, marzo de 1930.

La marcha de la sal (conocida en inglés como the Salt March, the Salt Satyagraha, Dandi March y the Dandi Satyagraha) fue una manifestación dirigida por Mahatma Gandhi y llevada a cabo entre el 12 de marzo y el 6 de abril de 1930. Esta marcha se convirtió en uno de los más importantes acontecimientos que condujeron a la independencia de la India del Imperio británico.  

## Historia
En los años precedentes, Gandhi había multiplicado las manifestaciones no violentas y las huelgas de hambre. Al no lograr concesiones de los ingleses, ciertos miembros de su partido, el Partido del Congreso Nacional Indio, se impacientaron y propusieron una guerra abierta, con una serie de sublevaciones armadas para expulsar a los ingleses del territorio indio.
Gandhi insistió en su camino de la no violencia y advirtió al virrey de la India que su próxima campaña de desobediencia civil sería el ejercicio del derecho natural de los hindúes a producir sal. Así pues dejó su áshram de los alrededores de Ahmedabad, al noroeste del país, acompañado de algunas decenas de discípulos y de un séquito de periodistas.
Después de un recorrido a pie de 300 kilómetros, llegó el 5 de abril de 1930 a la costa del océano Índico. Avanzó dentro del agua y recogió en sus manos un poco de sal. Por este gesto irrisorio y altamente simbólico, Gandhi alentó a sus compatriotas a violar el monopolio impuesto por el gobierno británico sobre la producción y distribución de sal. Como una forma más de dominio, los ingleses, al ocupar el territorio hindú se apropiaron de la producción de sal que hasta ese momento era un acto libre del pueblo. Cualquier persona que lo necesitara producía sal tomando agua del mar y dejándola evaporar en un cuenco. Los británicos establecieron un impuesto sobre la sal consumida. La sal era un producto de vital importancia y elevadísima demanda para conservar la carne y otros alimentos, debido a la escasez de mecanismos de refrigeración con que contaban los pobladores hindúes. Los británicos impusieron severas penas para quienes produjesen sal de forma autónoma. Esta imposición de los británicos era análoga a la gabela que, bajo el Antiguo Régimen, gravaba la sal en Francia.
Las autoridades coloniales británicas ignoraron la invitación de Gandhi para boicotear el monopolio británico sobre la sal. Varios compañeros políticos de Gandhi no encontraban razón en esta invitación, pero Gandhi consideraba necesario que la protesta a favor de la independencia se dirigiera primeramente contra un hecho o situación que perjudicase directamente a toda la población de la India, ya fueran hindúes o musulmanes, y de cualquier casta, ya que las características económicas de la sal (producto de necesidad básica, imposible de sustituir, y gravado por un impuesto que elevaba artificialmente su precio) hacían que un «boicot contra la sal» fuese más popular que una protesta contra leyes abstractas de autodeterminación política. El hecho de que la población más pobre de la India sufriera las consecuencias del impuesto británico le daba un carácter más legítimo y masivo a la protesta.
En la playa, la multitud, nutrida de varios miles de simpatizantes, imitó al Mahatma y recogió agua salada en recipientes. Su ejemplo fue seguido por todo el país. De Karachi a Bombay, los indios evaporaron el agua y recogieron la sal a plena luz del día, desafiando a los británicos. Estos últimos llenaron sus cárceles con 60 000 ladrones de sal indios. Los independentistas indios, fieles a las recomendaciones de Gandhi, no se resistieron a los arrestos violentos de la policía colonial. El mismo Mahatma fue detenido y pasó nueve meses en prisión. Finalmente, el virrey reconoció su impotencia para imponer la ley británica, a menos que se utilizara ampliamente una represión violenta, con el riesgo de que esta reacción quitara a los británicos todo crédito ante los indios, incluidas las élites. Cediendo a las peticiones de Gandhi, el virrey liberó a todos los prisioneros y, presionado por las circunstancias, reconoció a los indios el derecho a recolectar ellos mismos la sal. 
Situado por aquel entonces en la oposición parlamentaria, el político británico Winston Churchill rechazó frontalmente toda propuesta de independizar la India y, al conocer la protesta de la sal, Churchill ironizó sobre Gandhi llamándolo el «fakir sedicioso que sube medio desnudo las escaleras del palacio del virrey». El Mahatma fue recibido triunfalmente en Londres por los liberales británicos que aceptaron una próxima independencia de la India, aunque los políticos británicos carecían de planes efectivos a corto plazo y dudaban entre una plena independencia o la autonomía dentro de la Commonwealth de modo análogo a Canadá o Australia.
La discusión sobre la independencia india fue aplazada por la Segunda Guerra Mundial y las disensiones entre hindúes y musulmanes. El 15 de agosto de 1947, el Imperio de las Indias se convirtió por fin en independiente, pero al precio de una salvaje guerra religiosa y de la separación de India y Pakistán. En el contexto de este conflicto, Gandhi perdió la vida el 30 de enero de 1948, víctima de Nathuram Godse, un fanático derechista hindú.
La marcha de la sal supuso para los indios el equivalente al motín del té de Boston que condujo a los Estados Unidos a la independencia según un artículo de la revista TIME en 1930. Aun cuando no significó que el Reino Unido aceptase una mayor autonomía política para la India, sí dejó claramente expuesto que el gobierno colonial británico dependía del consentimiento de la opinión pública de la India, lo que forzó a los británicos a evitar una confrontación violenta con Gandhi y sus seguidores.
A lo largo de la marcha, Gandhi y sus seguidores entonaron a modo de himno el mantras ( puts)

## Filmografía
- Gandhi, Richard Attenborough, 1982.